# Caulibugula haddoni
Caulibugula haddoni är en mossdjursart som först beskrevs av James Barrie Kirkpatrick 1890.  Caulibugula haddoni ingår i släktet Caulibugula och familjen Bugulidae. Inga underarter finns listade i Catalogue of Life.